# Artur Kogan
Artur Kogan, ros. Артур Коган (ur. 29 stycznia 1974 w Czerniowcach) – izraelski szachista i trener pochodzenia ukraińskiego, arcymistrz od 1998 roku.

## Kariera szachowa
Jego rodzina wyjechała z Ukrainy do Izraela, gdy miał 2 lata. Pierwsze szachowe sukcesy zaczął odnosić pod koniec lat 80. XX wieku. W 1989 podzielił II-IV miejsce w mistrzostwach świata juniorów do lat 16 oraz wystąpił w drugiej reprezentacji Izraela na drużynowych mistrzostwach Europy w Hajfie.
W kolejnych latach odniósł szereg sukcesów w turniejach międzynarodowych, zwyciężając bądź dzieląc I miejsca m.in. w:
- Kecskemet (1994),
- Formie (1996),
- Vlissingen (1996),
- Sas van Gent (1996),
- Ischii (1996),
- Koszegu (1997),
- Loures (1997),
- Fürth (1998),
- Lublanie – dwukrotnie (1998, wraz z m.in. Borysem Awruchem i Gyulą Saxem oraz 1999, wraz z m.in. Jewgienijem Swiesznikowem, Bojanem Kurajicą i Zdenko Kożulem),
- Almassorze (2000),
- Cutro (2000), Montrealu (2000, wraz z Alexandre Lesiege),
- Bergen (2001, mistrzostwa państw nordyckich, wraz z Jewgienijem Agrestem),
- Salou – dwukrotnie (2001, wraz z Fabianem Döttlingiem oraz 2004, wraz z Wiktorem Moskalenko),
- Genui (2002),
- Lido Estensi (2003),
- Tarragonie – dwukrotnie (2003, wraz z Jordim Magemem Badalsem, Thalem Abergelem i Ewgenim Janewem oraz 2005),
- Benasque (2004, wraz z Pawłem Eljanowem, Lazaro Bruzonem, Zbynkiem Hrackiem, Władimirem Burmakinem i Michaelem Oratovskim),
- Paryżu (2005, wraz z Alberto Davidem),
- Aszdodzie (2006, wraz z Emilem Sutowskim, Ilią Smirinem i Wiktorem Michalewskim),
- La Pobla de Lillet (2007),
- Las Palmas (2014)[3].

Uwaga: Lista sukcesów niekompletna (do uzupełnienia w latach 2008–2014).
Obok wysokiej aktywności turniejowej zajmuje się również działalnością szkoleniową, do jego uczniów należeli m.in. Dennis de Vreugt, Alik Gerszon i Marie Sebag. Współpracował również z Władisławem Tkaczowem oraz był trenerem narodowych kobiecych drużyn Holandii i Włoch.
Najwyższy ranking w dotychczasowej karierze osiągnął 1 kwietnia 2005 r., z wynikiem 2592 punktów zajmował wówczas 8. miejsce wśród izraelskich szachistów.